# Films inspirés de romans de Karl May
Les œuvres de l'écrivain allemand Karl May, auteur de romans d'aventures, ont inspiré de nombreux réalisateurs depuis les années 1920 jusqu'au début du XXIe siècle.

## Histoire
Les premières adaptations sont des films muets en noir et blanc. La première du cinéma parlant est Durch die Wüste de 1936, et la première en couleur est La Caravane des esclaves en 1958. En 1968, on dénombre 23 adaptations au cinéma.
En 1962, le producteur allemand Horst Wendlandt de Rialto Film lance une adaptation du plus populaire des romans de Karl May, Le Trésor du lac d'argent, réalisé par Harald Reinl. La musique est composée par Martin Böttcher qui signera celle de dix autres adaptations.
Après le succès du film, on assiste à une vague de « films Karl-May » à laquelle prend part le fondateur de CCC-Film, Artur Brauner. Ceux des années 1960 sont co-produits avec la société yougoslave Jadran Film à Zagreb — la plupart des lieux de tournage se situent d'ailleurs en Croatie. Les paysages de montagnes, les prairies et les lacs offrent un décor propice aux tournages, on tourne notamment dans le parc national des lacs de Plitvice.
Les adaptations prennent de grandes libertés avec le contenu des romans de Karl May. Ainsi Old Firehand, le frère de sang de Winnetou, devient Old Shatterhand. Les Films Les Cavaliers rouges (1964) et Tonnerre sur la frontière (1966) ne sont pas basés sur des récits de Karl May, l'intrigue est entièrement élaborée par le scénariste. Les deux épisodes du Retour de Winnetou (1998) produits pour la télévision, avec Pierre Brice dans le rôle principal, ne reposent sur aucun roman de Karl May, hormis le personnage du chef indien.
Quand s'achève la série des films diffusés en salle, quelques adaptations, plus fidèles aux romans, sont produites pour la télévision, dont une tournée par la télévision est-allemande. En effet, après le succès de la série en RFA, la production cinématographique de la RDA développe ses propres westerns et lance dans les années 1960 des « Indianerfilme » qui sont tournés jusque dans les années 1980.
À la mi-août 2015 a débuté en Croatie et en Rhénanie-du-Nord-Westphalie le tournage de trois épisodes de 90 minutes dont la diffusion est prévue pour 2016 sur RTL Television.

## Lieux de tournage en ex-Yougoslavie

### Croatie
- Parc national des lacs de Plitvice
- Parc national de Paklenica
- Parc national de Krka
- Zrmanja (Obrovac)
- Dubrovnik
- Rijeka (alentours)
- Rovanjska (Starigrad)
- Zadar
- Karlobag (Velebit)
- Benkovac
- Split et Trogir (Alentours)
- Omišs
- Crvena Luka à Biograd na Moru
- Vrlika (Suho Polje)

### Autres lieux
- Postojna et Ljubljana en Slovénie
- Vrbanje, Ulcinj et de Podgorica au Monténégro
- Trebinje (Popovo Polje et Zupci) en Bosnie-Herzégovine
- Peć (Monastère de Visoki Dečani), au Kosovo
- Cascades de Kravica en Bosnie-Herzégovine

## Adaptations

### Au cinéma
- 1920 : Auf den Trümmern des Paradieses (de) (film muet), réalisé par Josef Stein
- 1920 : Die Todeskarawane (film muet), réalisé par Josef Stein
- 1920 : Die Teufelsanbeter (de) (film muet), réalisé par Ertugrul Moussin-Bey
- 1936 : À travers le désert (de) (Durch die Wüste), réalisé par Johannes Alexander Hübler-Kahla
- 1958 : La Caravane des esclaves (de) (Die Sklawenkarawane), réalisé par Georg Marischka / Ramón Torrado
- 1959 : Le Lion de Babylone (Der Löwe von Babylon), réalisé par Johannes Kai (= Hanns Wiedmann) / Ramón Torrado
- 1962 : Le Trésor du lac d'argent (Der Schatz im Silbersee), réalisé par Harald Reinl
- 1963 : La Révolte des Indiens Apaches (Winnetou I, 1963), réalisé par Harald Reinl
- 1964 : Les Cavaliers rouges (Old Shatterhand), réalisé par Hugo Fregonese
- 1964 : Au pays des Skipétars (Der Schut), réalisé par Robert Siodmak
- 1964 : Le Trésor des montagnes bleues (Winnetou II), réalisé par Harald Reinl
- 1964 : Parmi les vautours (Der Ölprinz), réalisé par Alfred Vohrer
- 1965 : Les Mercenaires du Rio Grande (Der Schatz der Azteken), réalisé par Robert Siodmak
- 1965 : Les Mercenaires du Rio Grande 2 : La Pyramide du Dieu Soleil (Die Pyramide des Sonnengottes), réalisé par Robert Siodmak
- 1965 : L'Appât de l'or noir (Der Ölprinz), réalisé par Harald Philipp
- 1965 : Mission dangereuse au Kurdistan (Durchs wilde Kurdistan), réalisé par Franz Josef Gottlieb
- 1965 : Sur la piste des desperados (Winnetou III), réalisé par Harald Reinl
- 1965 : Old Surehand, réalisé par Alfred Vohrer
- 1965 : Au royaume des lions d'argent (Im Reiche des silbernen Löwen), réalisé par Franz Josef Gottlieb
- 1966 : Le Dernier Roi des Incas (Das Vermächtnis des Inka), réalisé par Georg Marischka
- 1966 : Le Jour le plus long de Kansas City (Winnetou und das Halbblut Apanatschi) (1966), réalisé par Harald Philipp
- 1966 : Tonnerre sur la frontière (1966), réalisé par Alfred Vohrer
- 1968 : Le Trésor de la vallée de la mort (1968), réalisé par Harald Reinl
- 1990 : Die Spur führt zum Silbersee (de) (1990, film de marionnettes, 84 minutes)
- 1995 : Winnetou (Hongrie, réalisé par Csaba Bollok)
- 2009 : WinneToons - Die Legende vom Schatz im Silbersee (dessin animé)

### Télévision
- Mit Karl May im Orient (1963, 7 épisodes)
- Kara Ben Nemsi Effendi (1973/75, 26 épisodes)
- Winnetou le mescalero (de) (1980, 14 épisodes)
- Das Buschgespenst (1986, 2 épisodes)
- Bärenstark!, titre d'origine : Hallo, Karl May (1987, 4 épisodes de 25 minutes)
- Präriejäger in Mexique (1988, 2 épisodes)
- Winnetou (1996, SWR, 10 dessins animés de 10 minutes)
- Winnetous Rückkehr (épisodes 1 et 2) (1998)
- WinneToons (2002, KiKa/ARD, dessin animé, film pilote de 75 minutes, 26 épisodes de 25 minutes)

### Films sur Karl May
- Freispruch für Karl May (1965, 60 Minutes), avec Frédéric G. Beckhaus dans le rôle de Karl May
- Karl May (1974), Film de Hans-Jürgen Syberberg, avec Helmut Käutner dans le rôle de Karl May
- Karl May (1992, ZDF, 6 épisodes de 52 Minutes), avec Henry Hübchen dans le rôle de Karl May

### Autre
- Qui peut sauver le Far West ? (2001) parodie de la série réalisée par Michael Herbig avec Christian Tramitz dans le rôle principal.

## Sources
(de)
- Michael Petzel : Karl May Filmbuch, Karl-May-Verlag, Bamberg, 1998,  (ISBN 978-3-7802-0153-9).
- Michael Petzel : Der Weg zum Silbersee. Dreharbeiten und Drehorte der Karl-May-Filme,  (ISBN 978-3-89602-358-2)
- Reinhard Weber, Solveig Wrage : Der Schatz im Silbersee - Eine Erfolgsgeschichte des deutschen Films, Fachverlag für Filmliteratur, mai 2012  (ISBN 978-3943127010)
- K. Pöschl, M. Trescher, R. Weber : Harald Reinl, der Regisseur, der Winnetou, Edgar Wallace und die Nibelungen ins Kino brachte - Eine Bio- und Filmografie, Fachverlag für Filmliteratur, 2011  (ISBN 978-39809390-9-6)
- Reinhard Weber : Die Karl May Filme, Reinhard Weber Verlag Landshut, 2002, 2e édition,  (ISBN 978-3-9802987-8-0)
- Michael Petzel : Das grosse Album der Karl-May-Filme - Band 1, Schwarzkopf & Schwarzkopf, Berlin, 2003,  (ISBN 978-3-8960246-9-5)
- Michael Petzel : Das grosse Album der Karl-May-Filme - Band 2, Schwarzkopf & Schwarzkopf, Berlin, 2004,  (ISBN 978-3-89602479-4)